# Lowari-Tunnel
Der Lowari-Tunnel (Urdu لواري سرنگ, Lowari Sarang) ist ein 8,5 Kilometer langer Tunnel, der ab 2005 in der Provinz Khyber Pakhtunkhwa (deutsch Chaibar Pachtunchwa), Pakistan, gebaut wurde. Der Tunnel ermöglicht ein Erreichen der pakistanischen Distrikte Upper Dir und Lower Dir sowie Chitral auch im Winter, die in dieser Jahreszeit bis dahin nur mit Flugzeugen oder von Afghanistan aus erreichbar waren. Am 20. Juli 2017 wurde er nach einer nahezu 12-jährigen Bauzeit vom damaligen Premierminister Nawaz Sharif eingeweiht.

## Infrastruktur
Der Distrikt Chitral ist neben dem 3200 m hohen Lowari-Pass nur über drei weitere Bergpässe erreichbar, die über 3.000 Meter Meereshöhe liegen. Im Winter sind diese Pässe häufig monatelang nicht befahrbar. Mit dem Lowari-Tunnel ist diese Region auch während der Winterzeit zuverlässig erreichbar. Durch den Tunnel wird die vormalige Fahrtzeit für Fahrzeuge von 14 Stunden zwischen Chitral und Peschawar halbiert. Im Winter war der Chitral-Distrikt nur über Dschalalabad in Afghanistan durch das Kunartal am Kunar-Fluss entlang erreichbar, von Pakistan aus konnte er nur mit dem Flugzeug erreicht werden. Die Bevölkerung Chitrals erwartet vom Tunnel die Entwicklung einer touristischen und wirtschaftlichen Perspektive.

## Tunneldaten
Der Haupttunnel ist 8,5 km lang. Das Südportal befindet sich auf einer Höhe über dem Meeresspiegel von 2404 m und das Nordportal auf einer Höhe von 2269 m. Damit ergibt sich ein Gefälle von 1,59 % in der Tunnelröhre. Die Tunnelröhre enthält zwei Fahrspuren. Am Nordausgang befindet sich eine Plattform und wenig später folgt ein zweiter, relativ kurzer Zuführungstunnel, der 1900 m lang ist.

Schematischer Aufbau des Lowari-Tunnels

## Baugeschichte
Erste Pläne zum Bau des Lowari-Tunnels gab es bereits 1970 und konkrete Planungen begannen im Jahre 1974 unter Zulfikar Ali Bhutto. Der nach einem Staatsstreich zur Macht gekommene Präsident Zia-ul-Haq stoppte sie aber aus politischen Gründen. Im September 2005 begannen die Tunnelarbeiten. Am 20. Januar 2009 fuhren erste Fahrzeuge von einem Ende zum anderen Ende des Tunnels. Die Eröffnung für den Verkehr sollte im Frühjahr 2010 erfolgen.
Gebaut wurde der Lowari-Tunnel von einer Bau-Gesellschaft aus Südkorea, der SAMBU. Die Baukosten betrugen zum Zeitpunkt der Einweihung 27 Milliarden pakistanische Rupien. Der Bau wurde von der National Highway Authority (NHA) Pakistans überwacht.

## Fertigstellungstermine
Ursprünglich sollte der Tunnel den Distrikt Upper Dir und den Chitral-Distrikt nach Fertigstellung im Frühjahr 2008 verkehrstechnisch verbinden und den Lowari-Pass ersetzen. Aufgrund vieler politischer, planerischer und technischer Schwierigkeiten sowie Kostenproblemen war ein Fertigstellungstermin für den März 2014 angekündigt worden. Entsprechend einer Presse-Veröffentlichung im August 2014 sollte der Tunnel dann bis zum Oktober 2017 fertiggestellt werden. Am 20. Juli 2017 wurde der Tunnel schließlich eingeweiht.